# Augnax
Augnax ist eine französische Gemeinde mit 126 Einwohnern (Stand 1. Januar 2022) im Département Gers in der Region Okzitanien (vor 2016: Midi-Pyrénées). Sie gehört zum Arrondissement Auch und zum Kanton Gascogne-Auscitaine.
Die Einwohner werden Augnacais und Augnacaises genannt.

## Geographie
Augnax liegt circa 17 Kilometer nordöstlich von Auch in der historischen Provinz Armagnac.
Umgeben wird Augnax von den vier Nachbargemeinden:
|         | Puycasquier                                 |               |
| Crastes | Kompassrose, die auf Nachbargemeinden zeigt | Saint-Antonin |
|         | Saint-Sauvy                                 |               |

Augnax liegt im Einzugsgebiet des Flusses Garonne.
Die Orbe, ein Nebenfluss des Arrats, durchquert das Gebiet der Gemeinde zusammen mit ihrem Nebenfluss, der Charlangue.

## Geschichte
Die Gründung des Dorfes geht auf das Ende des 4. Jahrhunderts zurück. Vom 10. Jahrhundert an war Augnax Schauplatz kriegerischer Auseinandersetzungen. Zu dieser Zeit gab es eine feudale Burg, von der heute nichts mehr übrig geblieben ist. Die Gemeinde wurde 1276 unter dem Namen Onhax schriftlich erwähnt. Sie unterstand dem Vicomte von Fézensaguet. Der Graf von Fézensac war der letzte Seigneur vor der Französischen Revolution.
Es gab eine Bruderschaft des Heiligen Geistes in der Gemeinde, die 1668 erneuert wurde und unter der sich bis zum Ende des 20. Jahrhunderts zahlreiche Gemeindemitglieder versammelten.
Eine Quelle, die dem Exuperius von Toulouse geweiht ist, datiert auf die Zeit der Gründung des Dorfes zurück. Sie wird oft besucht, um mit ihrem Wasser Augenleiden zu lindern. Eine andere Quelle, genannt Hount bastido, wurde 1815 vom Grafen von Fézensac erbaut. Da sie sehr ergiebig ist, besteht sie heute noch.
Im Jahr 1870 ließ der Bürgermeister die Schule und das Bürgermeisteramt bauen und die Kirche neu errichten, die den Kern des heutigen Dorfes darstellen.

## Einwohnerentwicklung
Nach Beginn der Aufzeichnungen stieg die Einwohnerzahl bis zu Beginn des 19. Jahrhunderts auf einen Höchststand von rund 245. In der Folgezeit sank die Größe der Gemeinde bei zwischenzeitlichen Erholungsphasen bis zu den 1980er Jahren auf rund 55 Einwohner, bevor sich seit Beginn des 21. Jahrhunderts eine Wachstumsphase einstellte, die bis heute anhält.
| Jahr                       | 1962 | 1968 | 1975 | 1982 | 1990 | 1999 | 2006 | 2011 | 2020 |
| Einwohner                  | 88   | 72   | 66   | 54   | 63   | 56   | 75   | 93   | 114  |
| Quellen: Cassini und INSEE |      |      |      |      |      |      |      |      |      |

## Sehenswürdigkeiten

### Pfarrkirche Sainte-Marie-Madeleine
Sie wurde 1874 errichtet und birgt folgende Ausstattungsstücke, die als Monument historique klassifiziert sind:
- ein Altar im Empire-Stil in Sargform aus dem 19. Jahrhundert,
- ein Tabernakel in Urnenform mit Bekrönung und seitlichen Flügeln aus dem 18. Jahrhundert und
- eine Büste der Marianne aus Terrakotta aus dem späten 19. Jahrhundert.[4][5]

### Schloss
Es wurde im 18. Jahrhundert erbaut und ist in Privatbesitz und der Öffentlichkeit nicht zugänglich.

## Wirtschaft und Infrastruktur
Augnax liegt in den Zonen AOC

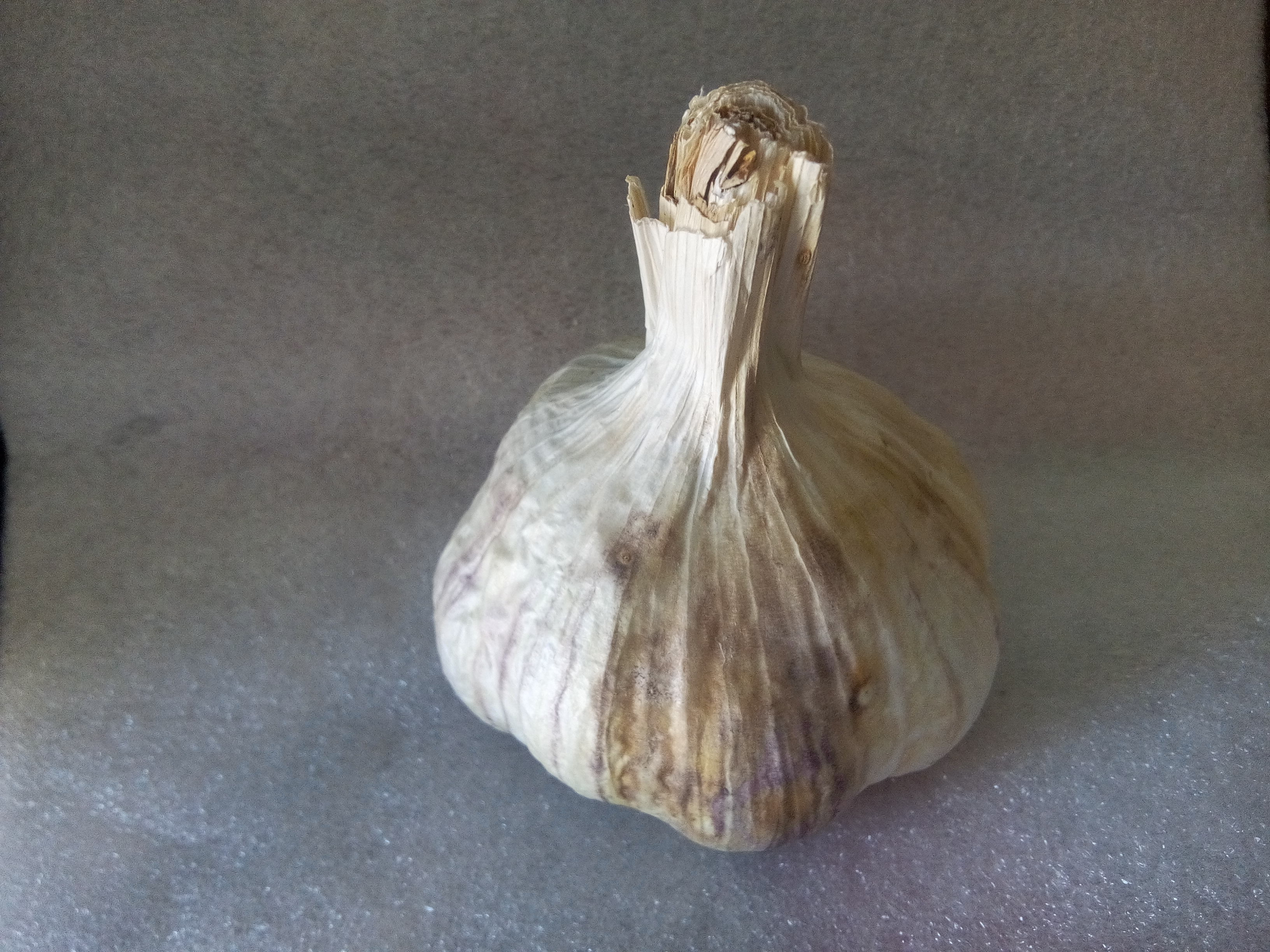
Ail violet de Cadours

- der Knoblauchsorte Ail violet de Cadours,
- des Armagnacs (Armagnac, Bas-Armagnac, Haut-Armagnac, Armagnac-Ténarèze und Blanche Armagnac) und
- des Likörweins Floc de Gascogne.[6]

### Verkehr
Augnax wird von der Départementsstraße D105 durchquert.